# Питс (Џорџија)
Питс (Џорџија) (енгл. Pitts) град је у америчкој савезној држави Џорџија. По попису становништва из 2010. у њему је живело 320 становника.

## Демографија
Према попису становништва из 2010. у граду је живело 320 становника, што је 12 (3,9%) становника више него 2000. године.
| Група             | 2000.       | 2010.       |
| Белци             | 236 (76,6%) | 241 (75,3%) |
| Афроамериканци    | 72 (23,4%)  | 75 (23,4%)  |
| Азијати           | 0 (0,0%)    | 0 (0,0%)    |
| Хиспаноамериканци | 0 (0,0%)    | 2 (0,6%)    |
| Укупно            | 308         | 320         |